# Liste der Nummer-eins-Hits in Belgien (2007)
Dies ist eine Liste der Nummer-eins-Hits in Belgien im Jahr 2007. Für die niederländischsprachigen Landesteile (Flandern) und die französischsprachigen Landesteile (Wallonie) werden getrennte Charts ermittelt. Veröffentlicht werden die Charts von Ultratop, das auf Initiative der Belgian Entertainment Association (BEA), der Vereinigung der Musik-, Film- und Spieleindustrie des Landes, entstanden ist.

## Flandern

### Singles
| ← 2006 ← | Liste der Nummer-eins-Hits in Belgien (Flandern) | Liste der Nummer-eins-Hits in Belgien (Flandern) | Liste der Nummer-eins-Hits in Belgien (Flandern)                                                                              | 2008 → |
| \| Zeitraum \| Wo. ges. \| Interpret \| Titel Autor(en) \| Zusätzliche Informationen \| \| (Zeitraum, Wochen auf Platz eins, Interpret, Titel, Autor[en], zusätzliche Informationen) \| \| \| \| \| \| ----------------------------------------------------------------------------------------- \| -------- \| ------------------------ \| ----------------------------------------------------------------------------------------------------------------------------- \| ---------------------------------------------------------------------------------------------------------------------------------------------------------------------------------------------------------------------------------------------------------------------------------------------------------------------------------------------------------------------------- \| \| 9. Dezember 2006 – 5. Januar 2007 4 Wochen \| 4 \| Clouseau \| Vonken en vuur Stefaan Yves Geert Fernande, Luca Paolo Chiaravalli, Kris Cecilia Jaak Wauters \| – \| \| 6. Januar 2007 – 26. Januar 2007 3 Wochen (insgesamt 4) \| 4 \| Pink & Indigo Girls \| Dear Mr. President Alecia B. Moore, William Hort Mann \| Rund sechseinhalb Jahre nach ihrer ersten Chartplatzierung gelingt es Pink auch in Flandern, einen Nummer-eins-Hit zu landen. \| \| 27. Januar 2007 – 2. Februar 2007 1 Woche \| 1 \| Thor! \| Een tocht door het donker Thor Salden \| Nach fünfzehn Wochen in den Charts erreicht das Kinderlied des mittlerweile neun Jahre jungen Thor Salden, welcher zuvor als Sieger von Eurosong for Kids 2006 hervorging und beim Junior Eurovision Song Contest in Bukarest den siebten Platz belegte, den ersten Platz. Nach einer weiteren, weniger erfolgreichen Single zieht sich Salden aus dem Musikgeschäft zurück. \| \| 3. Februar 2007 – 9. Februar 2007 1 Woche (insgesamt 4) \| 4 \| Pink & Indigo Girls \| Dear Mr. President Alecia B. Moore, William Hort Mann \| – \| \| 10. Februar 2007 – 2. März 2007 3 Wochen \| 3 \| Nelly Furtado \| All Good Things (Come to an End) Nelly Kim Furtado, Timothy Z. Mosley, Floyd Nathaniel Hills, Christopher Anthony John Martin \| Für Nelly Furtado ist es die erste Nummer-1-Single in Flandern, nachdem bereits ihr Album Loose die Spitze erreichte. \| \| 3. März 2007 – 15. Juni 2007 15 Wochen (insgesamt 16) \| 16 \| Fixkes \| Kvraagetaan Musik: Sam Valkenborgh, Peter Aloisius Jeanne Deckers; Text: Sam Valkenborgh \| Das Debüt der Gruppe aus Stabroek stand insgesamt sechzehn Wochen auf Platz 1 und stellte somit einen neuen Chartrekord auf, welcher erst Anfang 2020 von Dance Monkey von Tones and I überboten werden konnte. \| \| 16. Juni 2007 – 22. Juni 2007 1 Woche \| 1 \| Laura Lynn \| Dans je de hele nacht met mij Musik: Burt F. Bacharach; Originaltext: Hal David; niederländischer Text: John Van Olten \| Karin Kent hatte 1966 bereits einen Nummer-eins-Hit mit dem Lied, das Original heißt aber Marriage, French Style und stammt aus dem Film Was gibt’s Neues, Pussy?. Für Laura Lynn ist es der zweite Nummer-eins-Hit nach Jij bent de mooiste im Vorjahr. \| \| 23. Juni 2007 – 29. Juni 2007 1 Woche (insgesamt 16) \| 16 \| Fixkes \| Kvraagetaan Musik: Sam Valkenborgh, Peter Aloisius Jeanne Deckers; Text: Sam Valkenborgh \| – \| \| 30. Juni 2007 – 20. Juli 2007 3 Wochen \| 3 \| Rihanna feat. Jay-Z \| Umbrella Thaddis Laphonia Harrell Jr., Shawn C. Carter, Christopher A. Stewart, Terius Youngdell Nash \| Für die Sängerin aus Barbados und den US-Rapper ist es die erste Nummer 1 in Flandern. \| \| 21. Juli 2007 – 27. Juli 2007 1 Woche (insgesamt 6) \| 6 \| Stan Van Samang \| Scars Stefaan Yves Geert Fernande, Luca Paolo Chiaravalli, Biagio Sturiale \| Samang wurde als Schauspieler bekannt, schafft es mit seiner ersten Single aber sofort auf Platz 1. \| \| 28. Juli 2007 – 10. August 2007 2 Wochen \| 2 \| Mika \| Relax, Take It Easy Nicholas Eede, Michael Holbrook Penniman \| Das Debüt des britisch-libanesischen Sängers wurde ein internationaler Hit, schaffte es aber nur in wenigen Ländern auf Platz 1, neben Belgien etwa in Frankreich und den Niederlanden. \| \| 11. August 2007 – 7. September 2007 4 Wochen (insgesamt 6) \| 6 \| Stan Van Samang \| Scars Stefaan Yves Geert Fernande, Luca Paolo Chiaravalli, Biagio Sturiale \| – \| \| 8. September 2007 – 21. September 2007 2 Wochen (insgesamt 4) \| 4 \| Mega Mindy \| Mega Mindy tijd Musik: Johan Vanden Eede; Text: Gert Verhulst, Hans Bourlon \| Ein Nummer-2-Album und drei Top-10-Singles, darunter dieser Nummer-1-Hit, gingen aus der belgischen Kinderserie Mega Mindy hervor. \| \| 21. September 2007 – 28. September 2007 1 Woche (insgesamt 6) \| 6 \| Stan Van Samang \| Scars Stefaan Yves Geert Fernande, Luca Paolo Chiaravalli, Biagio Sturiale \| – \| \| 29. September 2007 – 12. Oktober 2007 2 Wochen (insgesamt 4) \| 4 \| Mega Mindy \| Mega Mindy tijd Musik: Johan Vanden Eede; Text: Gert Verhulst, Hans Bourlon \| – \| \| 13. Oktober 2007 – 2. November 2007 3 Wochen \| 3 \| Snow Patrol \| Shut Your Eyes Gary Lightbody, Nathan Connolly, Paul Wilson, Tom Simpson, Jonathan Graham Quinn \| Der Titel erreicht in mehreren Ländern vordere Chartpositionen, aber nur in Flandern den ersten Platz. Dies ist zugleich die erste Nummer eins für die britische Rockgruppe in Flandern. \| \| 3. November 2007 – 16. November 2007 2 Wochen \| 2 \| Jeroen van der Boom \| Jij bent zo Teunes Tony Neef, Kike Santander \| Der Sänger aus Nijmegen eroberte mit diesem Titel nicht nur in den Niederlanden, sondern auch in Flandern den Spitzenplatz. \| \| 17. November 2007 – 14. Dezember 2007 4 Wochen \| 4 \| Laura Lynn & Frans Bauer \| Kom dans met mij Norus Padidar, Emile Hartkamp \| Für Laura Lynn war es der dritte, für Frans Bauer der erste Nummer-eins-Hit. \| \| 15. Dezember 2007 – 8. Februar 2008 8 Wochen \| 8 \| Rihanna \| Don’t Stop the Music Michael J. Jackson, Frankie Storm, Tor Erik Hermansen, Mikkel Storleer Eriksen \| Für Rihanna ist es bereits der zweite Nummer-eins-Hit in Flandern. Für Songautor Michael Jackson ist es zudem der erste Nummer-eins-Hit, den er geschrieben, aber nicht selbst gesungen hat. Zuletzt stand er 1991 mit Black or White an der Spitze. \| |                                                  |                                                  | | |
| ← 2006 |                                                  |                                                  | | → 2008 → |
| Zeitraum | Wo. ges.                                         | Interpret                                        | Titel Autor(en) | Zusätzliche Informationen |
| (Zeitraum, Wochen auf Platz eins, Interpret, Titel, Autor[en], zusätzliche Informationen) |                                                  |                                                  | | |
| 9. Dezember 2006 – 5. Januar 2007 4 Wochen | 4                                                | Clouseau                                         | Vonken en vuur Stefaan Yves Geert Fernande, Luca Paolo Chiaravalli, Kris Cecilia Jaak Wauters                                 | – |
| 6. Januar 2007 – 26. Januar 2007 3 Wochen (insgesamt 4) | 4                                                | Pink & Indigo Girls                              | Dear Mr. President Alecia B. Moore, William Hort Mann                                                                         | Rund sechseinhalb Jahre nach ihrer ersten Chartplatzierung gelingt es Pink auch in Flandern, einen Nummer-eins-Hit zu landen. |
| 27. Januar 2007 – 2. Februar 2007 1 Woche | 1                                                | Thor!                                            | Een tocht door het donker Thor Salden                                                                                         | Nach fünfzehn Wochen in den Charts erreicht das Kinderlied des mittlerweile neun Jahre jungen Thor Salden, welcher zuvor als Sieger von Eurosong for Kids 2006 hervorging und beim Junior Eurovision Song Contest in Bukarest den siebten Platz belegte, den ersten Platz. Nach einer weiteren, weniger erfolgreichen Single zieht sich Salden aus dem Musikgeschäft zurück. |
| 3. Februar 2007 – 9. Februar 2007 1 Woche (insgesamt 4) | 4                                                | Pink & Indigo Girls                              | Dear Mr. President Alecia B. Moore, William Hort Mann                                                                         | – |
| 10. Februar 2007 – 2. März 2007 3 Wochen | 3                                                | Nelly Furtado                                    | All Good Things (Come to an End) Nelly Kim Furtado, Timothy Z. Mosley, Floyd Nathaniel Hills, Christopher Anthony John Martin | Für Nelly Furtado ist es die erste Nummer-1-Single in Flandern, nachdem bereits ihr Album Loose die Spitze erreichte. |
| 3. März 2007 – 15. Juni 2007 15 Wochen (insgesamt 16) | 16                                               | Fixkes                                           | Kvraagetaan Musik: Sam Valkenborgh, Peter Aloisius Jeanne Deckers; Text: Sam Valkenborgh                                      | Das Debüt der Gruppe aus Stabroek stand insgesamt sechzehn Wochen auf Platz 1 und stellte somit einen neuen Chartrekord auf, welcher erst Anfang 2020 von Dance Monkey von Tones and I überboten werden konnte. |
| 16. Juni 2007 – 22. Juni 2007 1 Woche | 1                                                | Laura Lynn                                       | Dans je de hele nacht met mij Musik: Burt F. Bacharach; Originaltext: Hal David; niederländischer Text: John Van Olten        | Karin Kent hatte 1966 bereits einen Nummer-eins-Hit mit dem Lied, das Original heißt aber Marriage, French Style und stammt aus dem Film Was gibt’s Neues, Pussy?. Für Laura Lynn ist es der zweite Nummer-eins-Hit nach Jij bent de mooiste im Vorjahr. |
| 23. Juni 2007 – 29. Juni 2007 1 Woche (insgesamt 16) | 16                                               | Fixkes                                           | Kvraagetaan Musik: Sam Valkenborgh, Peter Aloisius Jeanne Deckers; Text: Sam Valkenborgh                                      | – |
| 30. Juni 2007 – 20. Juli 2007 3 Wochen | 3                                                | Rihanna feat. Jay-Z                              | Umbrella Thaddis Laphonia Harrell Jr., Shawn C. Carter, Christopher A. Stewart, Terius Youngdell Nash                         | Für die Sängerin aus Barbados und den US-Rapper ist es die erste Nummer 1 in Flandern. |
| 21. Juli 2007 – 27. Juli 2007 1 Woche (insgesamt 6) | 6                                                | Stan Van Samang                                  | Scars Stefaan Yves Geert Fernande, Luca Paolo Chiaravalli, Biagio Sturiale                                                    | Samang wurde als Schauspieler bekannt, schafft es mit seiner ersten Single aber sofort auf Platz 1. |
| 28. Juli 2007 – 10. August 2007 2 Wochen | 2                                                | Mika                                             | Relax, Take It Easy Nicholas Eede, Michael Holbrook Penniman                                                                  | Das Debüt des britisch-libanesischen Sängers wurde ein internationaler Hit, schaffte es aber nur in wenigen Ländern auf Platz 1, neben Belgien etwa in Frankreich und den Niederlanden. |
| 11. August 2007 – 7. September 2007 4 Wochen (insgesamt 6) | 6                                                | Stan Van Samang                                  | Scars Stefaan Yves Geert Fernande, Luca Paolo Chiaravalli, Biagio Sturiale                                                    | – |
| 8. September 2007 – 21. September 2007 2 Wochen (insgesamt 4) | 4                                                | Mega Mindy                                       | Mega Mindy tijd Musik: Johan Vanden Eede; Text: Gert Verhulst, Hans Bourlon                                                   | Ein Nummer-2-Album und drei Top-10-Singles, darunter dieser Nummer-1-Hit, gingen aus der belgischen Kinderserie Mega Mindy hervor. |
| 21. September 2007 – 28. September 2007 1 Woche (insgesamt 6) | 6                                                | Stan Van Samang                                  | Scars Stefaan Yves Geert Fernande, Luca Paolo Chiaravalli, Biagio Sturiale                                                    | – |
| 29. September 2007 – 12. Oktober 2007 2 Wochen (insgesamt 4) | 4                                                | Mega Mindy                                       | Mega Mindy tijd Musik: Johan Vanden Eede; Text: Gert Verhulst, Hans Bourlon                                                   | – |
| 13. Oktober 2007 – 2. November 2007 3 Wochen | 3                                                | Snow Patrol                                      | Shut Your Eyes Gary Lightbody, Nathan Connolly, Paul Wilson, Tom Simpson, Jonathan Graham Quinn                               | Der Titel erreicht in mehreren Ländern vordere Chartpositionen, aber nur in Flandern den ersten Platz. Dies ist zugleich die erste Nummer eins für die britische Rockgruppe in Flandern. |
| 3. November 2007 – 16. November 2007 2 Wochen | 2                                                | Jeroen van der Boom                              | Jij bent zo Teunes Tony Neef, Kike Santander                                                                                  | Der Sänger aus Nijmegen eroberte mit diesem Titel nicht nur in den Niederlanden, sondern auch in Flandern den Spitzenplatz. |
| 17. November 2007 – 14. Dezember 2007 4 Wochen | 4                                                | Laura Lynn & Frans Bauer                         | Kom dans met mij Norus Padidar, Emile Hartkamp                                                                                | Für Laura Lynn war es der dritte, für Frans Bauer der erste Nummer-eins-Hit. |
| 15. Dezember 2007 – 8. Februar 2008 8 Wochen | 8                                                | Rihanna                                          | Don’t Stop the Music Michael J. Jackson, Frankie Storm, Tor Erik Hermansen, Mikkel Storleer Eriksen                           | Für Rihanna ist es bereits der zweite Nummer-eins-Hit in Flandern. Für Songautor Michael Jackson ist es zudem der erste Nummer-eins-Hit, den er geschrieben, aber nicht selbst gesungen hat. Zuletzt stand er 1991 mit Black or White an der Spitze. |

### Alben
| ← 2006 ← | Liste der Nummer-eins-Hits in Belgien (Flandern) | Liste der Nummer-eins-Hits in Belgien (Flandern) | Liste der Nummer-eins-Hits in Belgien (Flandern) | 2008 → |
| \| Zeitraum \| Wo. ges. \| Interpret \| Titel \| Zusätzliche Informationen \| \| (Zeitraum, Wochen auf Platz eins, Interpret, Titel, zusätzliche Informationen) \| \| \| \| \| \| ------------------------------------------------------------------------------ \| -------- \| -------------------------- \| --------------------------------- \| ---------------------------------------------------------------------------------------------------------------------------------------------------------------------------------------------------------------------------------------------------------------------------------------------------------------------------------------------------------------------------------------------------------------------------------------------------------------------- \| \| 9. Dezember 2006 – 12. Januar 2007 5 Wochen (insgesamt 10) \| 10 \| Helmut Lotti \| The Crooners \| – \| \| 13. Januar 2007 – 2. Februar 2007 3 Wochen \| 3 \| Marco Borsato \| Symphonica in Rosso \| Mit seinem Live-Album erzielt der Niederländer seine fünfte Nummer eins in den flämischen Albumcharts. \| \| 3. Februar 2007 – 9. Februar 2007 1 Woche \| 1 \| Arno \| Jus de Box \| Der Sänger aus Ostende erreichte zum zweiten Mal den ersten Platz der Albumcharts. \| \| 10. Februar 2007 – 23. März 2007 6 Wochen \| 6 \| Norah Jones \| Not Too Late \| Das Album, das auch in vielen anderen Ländern den Spitzenrang erreicht, ist die dritte Nummer eins in Flandern für die Jazzsängerin aus New York City. \| \| 24. März 2007 – 6. April 2007 2 Wochen \| 2 \| Nelly Furtado \| Loose \| Das Album der portugiesisch-kanadischen Sängerin ist international erfolgreich. In Flandern ist dies das erste und bislang einzige Nummer-1-Album. \| \| 7. April 2007 – 1. Juni 2007 8 Wochen \| 8 \| Clouseau \| Vonken & vuur \| Für die Gruppe um die Brüder Koen und Kris Wauters ist es bereits das sechste Nummer-eins-Album seit 1995. \| \| 2. Juni 2007 – 6. Juli 2007 5 Wochen \| 5 \| Natalia \| Everything & More \| Für die ehemalige Idool-Teilnehmerin ist es bereits das zweite Nummer-eins-Album. \| \| 7. Juli 2007 – 20. Juli 2007 2 Wochen \| 2 \| Laura Lynn \| Goud van hier \| Für Laura Lynn ist es bereits die dritte Nummer 1 in den Albumcharts. \| \| 21. Juli 2007 – 3. August 2007 2 Wochen (insgesamt 4) \| 4 \| Adya \| Adya Classic 2 \| Nachdem bereits das erste Album des klassischen Musikprojekts von Adriaan Van Landschoot im Vorjahr Platz 1 erobern konnte, gelang dies nunmehr auch der Fortsetzung. \| \| 4. August 2007 – 17. August 2007 2 Wochen \| 2 \| Dean \| So Many Ways \| Der Sieger der dritten Staffel von Idool erreicht mit seinem ersten (und bislang einzigen) Album den ersten Platz. \| \| 18. August 2007 – 31. August 2007 2 Wochen (insgesamt 4) \| 4 \| Adya \| Adya Classic 2 \| – \| \| 1. September 2007 – 21. September 2007 3 Wochen \| 3 \| Mika \| Life in Cartoon Motion \| Mit seinem Debüt-Album steht der Sänger insgesamt 70 Wochen in den Albumcharts. \| \| 22. September 2007 – 28. September 2007 1 Woche \| 1 \| Manu Chao \| La Radiolina \| Der französisch-baskische Musiker steht mit seinem vierten Album erstmals an der Chartspitze in Flandern. \| \| 29. September 2007 – 5. Oktober 2007 1 Woche \| 1 \| (Verschiedene Interpreten) \| Braveau Clouseau \| Anlässlich des zwanzigjährigen Bestehens der Gruppe Clouseau werden einige ihrer Hits von bekannten Künstlern neu interpretiert, darunter Marco Borsato, Stan Van Samang, Natalia Druyts, Helmut Lotti, Sandrine Van Handenhoven, Scala & Kolacny Brothers, Bart Peeters, Udo Mechels, Will Tura, The Scene, Tom Helsen sowie Gorki und Isabelle A. \| \| 6. Oktober 2007 – 12. Oktober 2007 1 Woche \| 1 \| Foo Fighters \| Echoes, Silence, Patience & Grace \| Mit dem siebten Album liegt die Rockband aus Seattle erstmals in Flandern vorn. \| \| 13. Oktober 2007 – 9. November 2007 4 Wochen \| 4 \| (Verschiedene Interpreten) \| Junior Eurosong 2007 \| Zum zweiten Mal nach 2003 stand ein Album zum belgischen Vorentscheid zum Junior Eurovision Song Contest auf Platz 1. Neben den neun Wettbewerbsbeiträgen ist auch das Titellied Give us a future der Gruppe X!nk enthalten, welche 2003 die erste Ausgabe gewinnen konnte. Vier Titel konnten sich auch in den Single-Charts platzieren, darunter der Siegertitel Anders von der Gruppe Trust, welche beim JESC in Rotterdam aber nur den drittletzten Platz belegte. \| \| 10. Dezember 2007 – 15. Februar 2008 9 Wochen \| 9 \| Clouseau \| Clouseau 20 \| Mit ihrer Jubiläums-Compilation stehen Clouseau zum zweiten Mal in diesem Jahr und zum siebten Mal insgesamt an der Spitze. \| |                                                  |                                                  |                                                  | |
| ← 2006 |                                                  |                                                  |                                                  | → 2008 → |
| Zeitraum | Wo. ges.                                         | Interpret                                        | Titel                                            | Zusätzliche Informationen |
| (Zeitraum, Wochen auf Platz eins, Interpret, Titel, zusätzliche Informationen) |                                                  |                                                  |                                                  | |
| 9. Dezember 2006 – 12. Januar 2007 5 Wochen (insgesamt 10) | 10                                               | Helmut Lotti                                     | The Crooners                                     | – |
| 13. Januar 2007 – 2. Februar 2007 3 Wochen | 3                                                | Marco Borsato                                    | Symphonica in Rosso                              | Mit seinem Live-Album erzielt der Niederländer seine fünfte Nummer eins in den flämischen Albumcharts. |
| 3. Februar 2007 – 9. Februar 2007 1 Woche | 1                                                | Arno                                             | Jus de Box                                       | Der Sänger aus Ostende erreichte zum zweiten Mal den ersten Platz der Albumcharts. |
| 10. Februar 2007 – 23. März 2007 6 Wochen | 6                                                | Norah Jones                                      | Not Too Late                                     | Das Album, das auch in vielen anderen Ländern den Spitzenrang erreicht, ist die dritte Nummer eins in Flandern für die Jazzsängerin aus New York City. |
| 24. März 2007 – 6. April 2007 2 Wochen | 2                                                | Nelly Furtado                                    | Loose                                            | Das Album der portugiesisch-kanadischen Sängerin ist international erfolgreich. In Flandern ist dies das erste und bislang einzige Nummer-1-Album. |
| 7. April 2007 – 1. Juni 2007 8 Wochen | 8                                                | Clouseau                                         | Vonken & vuur                                    | Für die Gruppe um die Brüder Koen und Kris Wauters ist es bereits das sechste Nummer-eins-Album seit 1995. |
| 2. Juni 2007 – 6. Juli 2007 5 Wochen | 5                                                | Natalia                                          | Everything & More                                | Für die ehemalige Idool-Teilnehmerin ist es bereits das zweite Nummer-eins-Album. |
| 7. Juli 2007 – 20. Juli 2007 2 Wochen | 2                                                | Laura Lynn                                       | Goud van hier                                    | Für Laura Lynn ist es bereits die dritte Nummer 1 in den Albumcharts. |
| 21. Juli 2007 – 3. August 2007 2 Wochen (insgesamt 4) | 4                                                | Adya                                             | Adya Classic 2                                   | Nachdem bereits das erste Album des klassischen Musikprojekts von Adriaan Van Landschoot im Vorjahr Platz 1 erobern konnte, gelang dies nunmehr auch der Fortsetzung. |
| 4. August 2007 – 17. August 2007 2 Wochen | 2                                                | Dean                                             | So Many Ways                                     | Der Sieger der dritten Staffel von Idool erreicht mit seinem ersten (und bislang einzigen) Album den ersten Platz. |
| 18. August 2007 – 31. August 2007 2 Wochen (insgesamt 4) | 4                                                | Adya                                             | Adya Classic 2                                   | – |
| 1. September 2007 – 21. September 2007 3 Wochen | 3                                                | Mika                                             | Life in Cartoon Motion                           | Mit seinem Debüt-Album steht der Sänger insgesamt 70 Wochen in den Albumcharts. |
| 22. September 2007 – 28. September 2007 1 Woche | 1                                                | Manu Chao                                        | La Radiolina                                     | Der französisch-baskische Musiker steht mit seinem vierten Album erstmals an der Chartspitze in Flandern. |
| 29. September 2007 – 5. Oktober 2007 1 Woche | 1                                                | (Verschiedene Interpreten)                       | Braveau Clouseau                                 | Anlässlich des zwanzigjährigen Bestehens der Gruppe Clouseau werden einige ihrer Hits von bekannten Künstlern neu interpretiert, darunter Marco Borsato, Stan Van Samang, Natalia Druyts, Helmut Lotti, Sandrine Van Handenhoven, Scala & Kolacny Brothers, Bart Peeters, Udo Mechels, Will Tura, The Scene, Tom Helsen sowie Gorki und Isabelle A. |
| 6. Oktober 2007 – 12. Oktober 2007 1 Woche | 1                                                | Foo Fighters                                     | Echoes, Silence, Patience & Grace                | Mit dem siebten Album liegt die Rockband aus Seattle erstmals in Flandern vorn. |
| 13. Oktober 2007 – 9. November 2007 4 Wochen | 4                                                | (Verschiedene Interpreten)                       | Junior Eurosong 2007                             | Zum zweiten Mal nach 2003 stand ein Album zum belgischen Vorentscheid zum Junior Eurovision Song Contest auf Platz 1. Neben den neun Wettbewerbsbeiträgen ist auch das Titellied Give us a future der Gruppe X!nk enthalten, welche 2003 die erste Ausgabe gewinnen konnte. Vier Titel konnten sich auch in den Single-Charts platzieren, darunter der Siegertitel Anders von der Gruppe Trust, welche beim JESC in Rotterdam aber nur den drittletzten Platz belegte. |
| 10. Dezember 2007 – 15. Februar 2008 9 Wochen | 9                                                | Clouseau                                         | Clouseau 20                                      | Mit ihrer Jubiläums-Compilation stehen Clouseau zum zweiten Mal in diesem Jahr und zum siebten Mal insgesamt an der Spitze. |

## Jahreshitparaden
| ← 2006 ← | Liste der Nummer-eins-Hits in Belgien (Flandern) | Liste der Nummer-eins-Hits in Belgien (Flandern) | Liste der Nummer-eins-Hits in Belgien (Flandern) | 2008 →   |
| \| Singles \| Position# \| Alben \| \| ------------------------------------------------------------------------------------------------------------------------------------------- \| --------- \| ----------------------------------------------- \| \| Kvraagetaan Fixkes Musik: Sam Valkenborgh, Peter Aloisius Jeanne Deckers; Text: Sam Valkenborgh \| 1 \| Vonken & vuur Clouseau \| \| Relax, Take It Easy Mika Nicholas Eede, Michael Holbrook Penniman \| 2 \| Clouseau 20 Clouseau \| \| Scars Stan Van Samang Stefaan Yves Geert Fernande, Luca Paolo Chiaravalli, Biagio Sturiale \| 3 \| Life in Cartoon Motion Mika \| \| Grace Kelly Mika Jodi Marr, Dan Warner, John Holt Merchant III, Michael Holbrook Penniman \| 4 \| Everything & More Natalia \| \| Umbrella Rihanna feat. Jay-Z Thaddis Laphonia Harrell Jr., Shawn C. Carter, Christopher A. Stewart, Terius Youngdell Nash \| 5 \| Back to Black Amy Winehouse \| \| You Don’t Know Milow Jonathan Ivo Gilles Vandenbroeck, Tom Georges M. Helsen \| 6 \| Angelhead Gabriel Ríos \| \| Mega Mindy tijd Mega Mindy Musik: Johan Vanden Eede; Text: Gert Verhulst, Hans Bourlon \| 7 \| Not Too Late Norah Jones \| \| All Good Things (Come to an End) Nelly Furtado Nelly Kim Furtado, Timothy Z. Mosley, Floyd Nathaniel Hills, Christopher Anthony John Martin \| 8 \| Loose Nelly Furtado \| \| I Fail Regi & Scala Koen Maurice Buyse, Steven Emiel Franz Kolacny, Reginald Paul Stefan Penxten \| 9 \| Junior Eurosong 2007 (Verschiedene Interpreten) \| \| Ruby Kaiser Chiefs Nicholas James David Hodgson, Charles Richard Wilson, Nicholas Matthew Baines, James Simon Rix, Andrew Robert White \| 10 \| FutureSex/LoveSounds Justin Timberlake \| |                                                  |                                                  |                                                  |          |
| ← 2006 |                                                  |                                                  |                                                  | → 2008 → |
| Singles | Position#                                        | Alben                                            |                                                  |          |
| Kvraagetaan Fixkes Musik: Sam Valkenborgh, Peter Aloisius Jeanne Deckers; Text: Sam Valkenborgh | 1                                                | Vonken & vuur Clouseau                           |                                                  |          |
| Relax, Take It Easy Mika Nicholas Eede, Michael Holbrook Penniman | 2                                                | Clouseau 20 Clouseau                             |                                                  |          |
| Scars Stan Van Samang Stefaan Yves Geert Fernande, Luca Paolo Chiaravalli, Biagio Sturiale | 3                                                | Life in Cartoon Motion Mika                      |                                                  |          |
| Grace Kelly Mika Jodi Marr, Dan Warner, John Holt Merchant III, Michael Holbrook Penniman | 4                                                | Everything & More Natalia                        |                                                  |          |
| Umbrella Rihanna feat. Jay-Z Thaddis Laphonia Harrell Jr., Shawn C. Carter, Christopher A. Stewart, Terius Youngdell Nash | 5                                                | Back to Black Amy Winehouse                      |                                                  |          |
| You Don’t Know Milow Jonathan Ivo Gilles Vandenbroeck, Tom Georges M. Helsen | 6                                                | Angelhead Gabriel Ríos                           |                                                  |          |
| Mega Mindy tijd Mega Mindy Musik: Johan Vanden Eede; Text: Gert Verhulst, Hans Bourlon | 7                                                | Not Too Late Norah Jones                         |                                                  |          |
| All Good Things (Come to an End) Nelly Furtado Nelly Kim Furtado, Timothy Z. Mosley, Floyd Nathaniel Hills, Christopher Anthony John Martin | 8                                                | Loose Nelly Furtado                              |                                                  |          |
| I Fail Regi & Scala Koen Maurice Buyse, Steven Emiel Franz Kolacny, Reginald Paul Stefan Penxten | 9                                                | Junior Eurosong 2007 (Verschiedene Interpreten)  |                                                  |          |
| Ruby Kaiser Chiefs Nicholas James David Hodgson, Charles Richard Wilson, Nicholas Matthew Baines, James Simon Rix, Andrew Robert White | 10                                               | FutureSex/LoveSounds Justin Timberlake           |                                                  |          |

## Wallonien

### Singles
| ← 2006 ← | Liste der Nummer-eins-Hits in Belgien (Wallonie) | Liste der Nummer-eins-Hits in Belgien (Wallonie) | Liste der Nummer-eins-Hits in Belgien (Wallonie) | 2008 → |
| \| Zeitraum \| Wo. ges. \| Interpret \| Titel Autor(en) \| Zusätzliche Informationen \| \| (Zeitraum, Wochen auf Platz eins, Interpret, Titel, Autor[en], zusätzliche Informationen) \| \| \| \| \| \| ----------------------------------------------------------------------------------------- \| -------- \| ------------------------- \| -------------------------------------------------------------------------------------------------------------------------------------------------------------------------------------------------------------------------------------------------------------------------------------------------------------------------------------- \| -------------------------------------------------------------------------------------------------------------------------------------------------------------------------------------------------------------------------------------------------------------------------------------------------------------------- \| \| 16. Dezember 2006 – 23. Februar 2007 10 Wochen \| 10 \| Fatal Bazooka \| Fous ta cagoule Matthieu Sylvain Balanca, Michaël Benayoun, Dominique Vincent Gauriaud, Jurij Prette, Nicolas Laurent Patrice Brisson, William Marc Emmanuel Geslin \| Nachdem der Schauspieler und Komiker Michaël Youn als Alphonse Brown bereits 2003 einen Nummer-eins-Hit landen konnte, gelang ihm dies nunmehr als Gangster-Rapper Fatal Bazooka. \| \| 24. Februar 2007 – 30. März 2007 5 Wochen \| 5 \| Faf Larage \| Pas le temps Raphaël Mussard \| Der Rapper aus Marseille erreichte mit der französischen Version des Titelsongs von Prison Break in Frankreich wie in Belgien den ersten Platz. \| \| 31. März 2007 – 4. Mai 2007 5 Wochen \| 5 \| Fatal Bazooka feat. Vitoo \| Mauvaise foi nocturne (la réponse) Musik: Hichem Théo Bonnefoi, Sylvain Couturier, Antony Gouin Tamburro, Charlotte Gonin; Text: Mélanie Marie Ghisla Georgiades, Matthieu Silvain Balanca, Michaël Benayoun, Dominique Vincent Gauriaud, Jurij Prette, Nicolas Laurent Patrice Brisson, William Marc Emmanuel Geslin, Charlotte Gonin \| Auch der zweite Song von Fatal Bazooka wurde ein Nummer-eins-Erfolg. Für Pascal Obispo war es, unter dem Pseudonym Vitoo, bereits die zweite Nummer 1 in Belgien. \| \| 5. Mai 2007 – 29. Juni 2007 8 Wochen \| 8 \| Mika \| Grace Kelly Jodi Marr, Dan Warner, John Holt Merchant III, Michael Holbrook Penniman \| Der britisch-libanesische Sänger landet mit diesem Titel den erfolgreichsten Hit des Jahres 2007 im frankophonen Belgien. Wenig später erreicht auch sein Debüttitel Relax, Take It Easy den ersten Platz. \| \| 30. Juni 2007 – 6. Juli 2007 1 Woche \| 1 \| Grégory Lemarchal \| De temps en temps Musik: Davide Esposito; Text: Grégory Lemarchal \| Das Lied ist die letzte Aufnahme des Castingshow-Siegers und ist eine posthume Veröffentlichung: Lemarchal starb im April 2007 im Alter von 23 Jahren. \| \| 7. Juli 2007 – 27. Juli 2007 3 Wochen \| 3 \| Christophe Willem \| Double je Jean-Pierre Pilot, Oliver Schultheis, Isabelle de Truchis \| Mit seiner dritten Single erreichte der Nouvelle-Star-Gewinner sowohl in Frankreich als auch in Belgien erstmals die Spitzenposition. \| \| 28. Juli 2007 – 14. September 2007 7 Wochen \| 7 \| Mika \| Relax, Take It Easy Nicholas Eede, Michael Holbrook Penniman \| Das Debüt des britisch-libanesischen Sängers wurde ein internationaler Hit, schaffte es aber nur in wenigen Ländern auf Platz 1, neben Belgien etwa in Frankreich und den Niederlanden. \| \| 15. September 2007 – 12. Oktober 2007 4 Wochen \| 4 \| Julien Doré \| Moi… Lolita Musik: Laurent Pierre Marie Boutonnat; Text: Mylène Farmer \| Der Nouvelle-Star-Sieger war mit seiner Interpretation des Alizée-Hits erfolgreicher als das Original. Obendrein schaffte er es in Belgien an die Chartspitze, die ihm in der französischen Heimat knapp verwehrt blieb. \| \| 13. Oktober 2007 – 26. Oktober 2007 2 Wochen \| 2 \| James Blunt \| 1973 James Hillier Blount, Mark Christopher Batson \| Für den Briten ist es die erste Nummer 1 im frankophonen Belgien. Zwei Jahre zuvor stand er mit You're beautiful an der Spitze der flämischen Singlecharts. \| \| 27. Oktober 2007 – 30. November 2007 5 Wochen (insgesamt 7) \| 7 \| Koxie \| Garçon Aurélien Louis Mazin, Stéphane Thierry Bonvent, Laure Suzy Chauchana Cohen-Balaloum \| Für die Pariser Sängerin bleibt der Rapsong Garçon die bislang einzige Single in den belgischen Charts. Das Debüt-Album Koxie erreichte Platz 49. \| \| 1. Dezember 2007 – 7. Dezember 2007 1 Woche \| 1 \| Christophe Willem \| Jacques a dit Jean-Pierre Pilot, Oliver Schultheis, Isabelle de Truchis \| Bereits zum zweiten Mal konnte Christophe Willem einen Nummer-eins-Hit in Belgien landen. in Frankreich erreichte dieser Song lediglich Platz 4. Zudem war dies die dritte Nummer 1 für Zazie als Autorin, an Willems erster Nummer-1-Single war sie ebenfalls beteiligt. \| \| 8. Dezember 2007 – 21. Dezember 2007 2 Wochen (insgesamt 7) \| 7 \| Koxie \| Garçon Aurélien Louis Mazin, Stéphane Thierry Bonvent, Laure Suzy Chauchana Cohen-Balaloum \| – \| \| 22. Dezember 2007 – 1. Februar 2008 6 Wochen \| 6 \| Rihanna \| Don’t Stop the Music Michael J. Jackson, Frankie Storm, Tor Erik Hermansen, Mikkel Storleer Eriksen \| Für Rihanna ist es die erste Nummer eins im frankophonen Belgien. Ferner steht Michael Jackson zum dritten Mal seit 1995 als Songautor vorne. Zuvor erreichten sein Titel You Are Not Alone sowie Feel It, ein Cover des The-Jackson-Five-Hits Can You Feel It von The Tamperer featuring Maya auf dem Spitzenplatz. \| |                                                  |                                                  | | |
| ← 2006 |                                                  |                                                  | | → 2008 → |
| Zeitraum | Wo. ges.                                         | Interpret                                        | Titel Autor(en) | Zusätzliche Informationen |
| (Zeitraum, Wochen auf Platz eins, Interpret, Titel, Autor[en], zusätzliche Informationen) |                                                  |                                                  | | |
| 16. Dezember 2006 – 23. Februar 2007 10 Wochen | 10                                               | Fatal Bazooka                                    | Fous ta cagoule Matthieu Sylvain Balanca, Michaël Benayoun, Dominique Vincent Gauriaud, Jurij Prette, Nicolas Laurent Patrice Brisson, William Marc Emmanuel Geslin | Nachdem der Schauspieler und Komiker Michaël Youn als Alphonse Brown bereits 2003 einen Nummer-eins-Hit landen konnte, gelang ihm dies nunmehr als Gangster-Rapper Fatal Bazooka. |
| 24. Februar 2007 – 30. März 2007 5 Wochen | 5                                                | Faf Larage                                       | Pas le temps Raphaël Mussard | Der Rapper aus Marseille erreichte mit der französischen Version des Titelsongs von Prison Break in Frankreich wie in Belgien den ersten Platz. |
| 31. März 2007 – 4. Mai 2007 5 Wochen | 5                                                | Fatal Bazooka feat. Vitoo                        | Mauvaise foi nocturne (la réponse) Musik: Hichem Théo Bonnefoi, Sylvain Couturier, Antony Gouin Tamburro, Charlotte Gonin; Text: Mélanie Marie Ghisla Georgiades, Matthieu Silvain Balanca, Michaël Benayoun, Dominique Vincent Gauriaud, Jurij Prette, Nicolas Laurent Patrice Brisson, William Marc Emmanuel Geslin, Charlotte Gonin | Auch der zweite Song von Fatal Bazooka wurde ein Nummer-eins-Erfolg. Für Pascal Obispo war es, unter dem Pseudonym Vitoo, bereits die zweite Nummer 1 in Belgien. |
| 5. Mai 2007 – 29. Juni 2007 8 Wochen | 8                                                | Mika                                             | Grace Kelly Jodi Marr, Dan Warner, John Holt Merchant III, Michael Holbrook Penniman | Der britisch-libanesische Sänger landet mit diesem Titel den erfolgreichsten Hit des Jahres 2007 im frankophonen Belgien. Wenig später erreicht auch sein Debüttitel Relax, Take It Easy den ersten Platz. |
| 30. Juni 2007 – 6. Juli 2007 1 Woche | 1                                                | Grégory Lemarchal                                | De temps en temps Musik: Davide Esposito; Text: Grégory Lemarchal | Das Lied ist die letzte Aufnahme des Castingshow-Siegers und ist eine posthume Veröffentlichung: Lemarchal starb im April 2007 im Alter von 23 Jahren. |
| 7. Juli 2007 – 27. Juli 2007 3 Wochen | 3                                                | Christophe Willem                                | Double je Jean-Pierre Pilot, Oliver Schultheis, Isabelle de Truchis | Mit seiner dritten Single erreichte der Nouvelle-Star-Gewinner sowohl in Frankreich als auch in Belgien erstmals die Spitzenposition. |
| 28. Juli 2007 – 14. September 2007 7 Wochen | 7                                                | Mika                                             | Relax, Take It Easy Nicholas Eede, Michael Holbrook Penniman | Das Debüt des britisch-libanesischen Sängers wurde ein internationaler Hit, schaffte es aber nur in wenigen Ländern auf Platz 1, neben Belgien etwa in Frankreich und den Niederlanden. |
| 15. September 2007 – 12. Oktober 2007 4 Wochen | 4                                                | Julien Doré                                      | Moi… Lolita Musik: Laurent Pierre Marie Boutonnat; Text: Mylène Farmer | Der Nouvelle-Star-Sieger war mit seiner Interpretation des Alizée-Hits erfolgreicher als das Original. Obendrein schaffte er es in Belgien an die Chartspitze, die ihm in der französischen Heimat knapp verwehrt blieb.                                                                                             |
| 13. Oktober 2007 – 26. Oktober 2007 2 Wochen | 2                                                | James Blunt                                      | 1973 James Hillier Blount, Mark Christopher Batson | Für den Briten ist es die erste Nummer 1 im frankophonen Belgien. Zwei Jahre zuvor stand er mit You're beautiful an der Spitze der flämischen Singlecharts. |
| 27. Oktober 2007 – 30. November 2007 5 Wochen (insgesamt 7) | 7                                                | Koxie                                            | Garçon Aurélien Louis Mazin, Stéphane Thierry Bonvent, Laure Suzy Chauchana Cohen-Balaloum | Für die Pariser Sängerin bleibt der Rapsong Garçon die bislang einzige Single in den belgischen Charts. Das Debüt-Album Koxie erreichte Platz 49. |
| 1. Dezember 2007 – 7. Dezember 2007 1 Woche | 1                                                | Christophe Willem                                | Jacques a dit Jean-Pierre Pilot, Oliver Schultheis, Isabelle de Truchis | Bereits zum zweiten Mal konnte Christophe Willem einen Nummer-eins-Hit in Belgien landen. in Frankreich erreichte dieser Song lediglich Platz 4. Zudem war dies die dritte Nummer 1 für Zazie als Autorin, an Willems erster Nummer-1-Single war sie ebenfalls beteiligt.                                            |
| 8. Dezember 2007 – 21. Dezember 2007 2 Wochen (insgesamt 7) | 7                                                | Koxie                                            | Garçon Aurélien Louis Mazin, Stéphane Thierry Bonvent, Laure Suzy Chauchana Cohen-Balaloum | – |
| 22. Dezember 2007 – 1. Februar 2008 6 Wochen | 6                                                | Rihanna                                          | Don’t Stop the Music Michael J. Jackson, Frankie Storm, Tor Erik Hermansen, Mikkel Storleer Eriksen | Für Rihanna ist es die erste Nummer eins im frankophonen Belgien. Ferner steht Michael Jackson zum dritten Mal seit 1995 als Songautor vorne. Zuvor erreichten sein Titel You Are Not Alone sowie Feel It, ein Cover des The-Jackson-Five-Hits Can You Feel It von The Tamperer featuring Maya auf dem Spitzenplatz. |

### Alben
| ← 2006 ← | Liste der Nummer-eins-Hits in Belgien (Wallonie) | Liste der Nummer-eins-Hits in Belgien (Wallonie) | Liste der Nummer-eins-Hits in Belgien (Wallonie) | 2008 → |
| \| Zeitraum \| Wo. ges. \| Interpret \| Titel \| Zusätzliche Informationen \| \| (Zeitraum, Wochen auf Platz eins, Interpret, Titel, zusätzliche Informationen) \| \| \| \| \| \| ------------------------------------------------------------------------------ \| -------- \| ----------------- \| ------------------------------ \| ------------------------------------------------------------------------------------------------------------------------------------------------------------------------------------------------------------------------------------------------------------------------------ \| \| 16. Dezember 2006 – 5. Januar 2007 3 Wochen (insgesamt 5) \| 5 \| Michel Sardou \| Hors format \| – \| \| 6. Januar 2007 – 19. Januar 2007 2 Wochen \| 2 \| Yannick Noah \| Charango \| Der ehemalige Tennisspieler veröffentlicht bereits mehrere erfolgreiche Alben, mit diesem schaffte er es nach sieben Jahren auch in Belgien auf den ersten Platz. \| \| 20. Januar 2007 – 2. Februar 2007 2 Wochen \| 2 \| Maurane \| Si aujourd’hui \| Die 2018 verstorbene Chansonsängerin stand in ihrer belgischen Heimat zum dritten Mal an der Chartspitze bei den Alben. \| \| 3. Februar 2007 – 9. Februar 2007 1 Woche \| 1 \| Carla Bruni \| No Promises \| Die spätere First Lady Frankreichs erreichte auch mit ihrem zweiten Album den Spitzenplatz, sowohl in Frankreich als auch in Belgien. \| \| 10. Februar 2007 – 16. Februar 2007 1 Woche \| 1 \| Madonna \| The Confessions Tour \| Mit ihrem Livealbum übernahm die Queen of Pop zum dritten Mal die Führung. \| \| 17. Februar 2007 – 2. März 2007 2 Wochen \| 2 \| Norah Jones \| Not Too Late \| Das Album, das auch in vielen anderen Ländern den Spitzenrang erreicht, ist die dritte Nummer eins im frankophonen Belgien für die Jazzsängerin aus New York City. \| \| 3. März 2007 – 9. März 2007 1 Woche \| 1 \| Zazie \| Totem \| Die Französin steht zum zweiten Mal an der belgischen Chartspitze. \| \| 10. März 2007 – 16. März 2007 1 Woche \| 1 \| Indochine \| Hanoï \| Die französische New-Wave-Rockband stand in Belgien zum vierten Mal auf Platz eins. \| \| 17. März 2007 – 6. April 2007 3 Wochen (insgesamt 5) \| 5 \| Les Enfoirés \| 2007: La caravane des Enfoirés \| Für das französische Musikprojekt war dies das neunte Nummer-eins-Album in Belgien seit 1995. \| \| 7. April 2007 – 20. April 2007 2 Wochen \| 2 \| Calogero \| Pomme C \| Der französische Sänger ist mit diesem Album in Belgien erfolgreicher als in seiner Heimat, wo es nur Platz 2 erreicht. Es ist das dritte Nummer-eins-Album in Belgien. \| \| 21. April 2007 – 4. Mai 2007 2 Wochen (insgesamt 5) \| 5 \| Les Enfoirés \| 2007: La caravane des Enfoirés \| – \| \| 5. Mai 2007 – 1. Juni 2007 4 Wochen \| 4 \| Christophe Willem \| Inventaire \| Mit seinem Debütalbum erreichte der Sieger von Nouvelle Star sowohl in Frankreich als auch in Belgien den ersten Platz. \| \| 2. Juni 2007 – 22. Juni 2007 3 Wochen \| 3 \| Céline Dion \| D’elles \| Dies ist bereits das zwölfte Nummer-eins-Album des kanadischen Popstars im frankophonen Belgien. \| \| 23. Juni 2007 – 29. Juni 2007 1 Woche \| 1 \| Francis Cabrel \| L’essentiel 1977 – 2007 \| Während das Best-of-Album des französischen Chansonniers in seiner Heimat nicht über Platz 44 hinauskam, erreichte es in Belgien die Chartspitze und stand bislang über 350 Wochen in den Albumcharts im frankophonen Belgien, wo es für Cabrel die dritte Nummer 1 ist. \| \| 30. Juni 2007 – 24. August 2007 8 Wochen \| 8 \| Grégory Lemarchal \| La voix d’un ange \| Das Album ist eine Hinterlassenschaft des französischen Casting-Show-Siegers, der früher im Jahr verstorben ist. In Belgien ist es sein erstes Nummer-eins-Album und enthält seine einzige Nummer-eins-Single: De temps en temps war gleichzeitig mit dem Album an der Spitze. \| \| 25. August 2007 – 14. September 2007 3 Wochen (insgesamt 4) \| 4 \| Mika \| Life in Cartoon Motion \| Mit seinem Debüt-Album steht der Sänger insgesamt 70 Wochen in den Albumcharts. \| \| 15. September 2007 – 12. Oktober 2007 4 Wochen \| 4 \| Vanessa Paradis \| Divinidylle \| Das erste Nummer-eins-Album der französischen Sängerin in Belgien. \| \| 13. Oktober 2007 – 9. November 2007 4 Wochen \| 4 \| James Blunt \| All the Lost Souls \| Das dritte Album des Briten ist die zweite Nummer eins im frankophonen Belgien. \| \| 10. November 2007 – 23. November 2007 2 Wochen \| 2 \| Eros Ramazzotti \| e² \| Mit seinem Best-of-Album inklusive einiger Neuinterpretationen erzielte der Italiener seine dritte Nummer eins im frankophonen Belgien. \| \| 24. November 2007 – 21. Dezember 2007 4 Wochen \| 4 \| Johnny Hallyday \| Le Cœur d’un homme \| Der französische Musikstar erzielte zum siebten Mal seit 1995 einen Nummer-eins-Erfolg in Belgien. \| \| 22. Dezember 2007 – 18. Januar 2008 4 Wochen \| 4 \| Florent Pagny \| Pagny chante Brel \| Zum fünften Mal stand der Franzose auf Platz eins. Wahrscheinlich dank der Neuinterpretationen bekannter Chansons von Jacques Brel war er mit diesem Album in Belgien erfolgreicher als in seiner Heimat. \| |                                                  |                                                  |                                                  | |
| ← 2006 |                                                  |                                                  |                                                  | → 2008 → |
| Zeitraum | Wo. ges.                                         | Interpret                                        | Titel                                            | Zusätzliche Informationen |
| (Zeitraum, Wochen auf Platz eins, Interpret, Titel, zusätzliche Informationen) |                                                  |                                                  |                                                  | |
| 16. Dezember 2006 – 5. Januar 2007 3 Wochen (insgesamt 5) | 5                                                | Michel Sardou                                    | Hors format                                      | – |
| 6. Januar 2007 – 19. Januar 2007 2 Wochen | 2                                                | Yannick Noah                                     | Charango                                         | Der ehemalige Tennisspieler veröffentlicht bereits mehrere erfolgreiche Alben, mit diesem schaffte er es nach sieben Jahren auch in Belgien auf den ersten Platz. |
| 20. Januar 2007 – 2. Februar 2007 2 Wochen | 2                                                | Maurane                                          | Si aujourd’hui                                   | Die 2018 verstorbene Chansonsängerin stand in ihrer belgischen Heimat zum dritten Mal an der Chartspitze bei den Alben. |
| 3. Februar 2007 – 9. Februar 2007 1 Woche | 1                                                | Carla Bruni                                      | No Promises                                      | Die spätere First Lady Frankreichs erreichte auch mit ihrem zweiten Album den Spitzenplatz, sowohl in Frankreich als auch in Belgien. |
| 10. Februar 2007 – 16. Februar 2007 1 Woche | 1                                                | Madonna                                          | The Confessions Tour                             | Mit ihrem Livealbum übernahm die Queen of Pop zum dritten Mal die Führung. |
| 17. Februar 2007 – 2. März 2007 2 Wochen | 2                                                | Norah Jones                                      | Not Too Late                                     | Das Album, das auch in vielen anderen Ländern den Spitzenrang erreicht, ist die dritte Nummer eins im frankophonen Belgien für die Jazzsängerin aus New York City. |
| 3. März 2007 – 9. März 2007 1 Woche | 1                                                | Zazie                                            | Totem                                            | Die Französin steht zum zweiten Mal an der belgischen Chartspitze. |
| 10. März 2007 – 16. März 2007 1 Woche | 1                                                | Indochine                                        | Hanoï                                            | Die französische New-Wave-Rockband stand in Belgien zum vierten Mal auf Platz eins. |
| 17. März 2007 – 6. April 2007 3 Wochen (insgesamt 5) | 5                                                | Les Enfoirés                                     | 2007: La caravane des Enfoirés                   | Für das französische Musikprojekt war dies das neunte Nummer-eins-Album in Belgien seit 1995. |
| 7. April 2007 – 20. April 2007 2 Wochen | 2                                                | Calogero                                         | Pomme C                                          | Der französische Sänger ist mit diesem Album in Belgien erfolgreicher als in seiner Heimat, wo es nur Platz 2 erreicht. Es ist das dritte Nummer-eins-Album in Belgien. |
| 21. April 2007 – 4. Mai 2007 2 Wochen (insgesamt 5) | 5                                                | Les Enfoirés                                     | 2007: La caravane des Enfoirés                   | – |
| 5. Mai 2007 – 1. Juni 2007 4 Wochen | 4                                                | Christophe Willem                                | Inventaire                                       | Mit seinem Debütalbum erreichte der Sieger von Nouvelle Star sowohl in Frankreich als auch in Belgien den ersten Platz. |
| 2. Juni 2007 – 22. Juni 2007 3 Wochen | 3                                                | Céline Dion                                      | D’elles                                          | Dies ist bereits das zwölfte Nummer-eins-Album des kanadischen Popstars im frankophonen Belgien. |
| 23. Juni 2007 – 29. Juni 2007 1 Woche | 1                                                | Francis Cabrel                                   | L’essentiel 1977 – 2007                          | Während das Best-of-Album des französischen Chansonniers in seiner Heimat nicht über Platz 44 hinauskam, erreichte es in Belgien die Chartspitze und stand bislang über 350 Wochen in den Albumcharts im frankophonen Belgien, wo es für Cabrel die dritte Nummer 1 ist.       |
| 30. Juni 2007 – 24. August 2007 8 Wochen | 8                                                | Grégory Lemarchal                                | La voix d’un ange                                | Das Album ist eine Hinterlassenschaft des französischen Casting-Show-Siegers, der früher im Jahr verstorben ist. In Belgien ist es sein erstes Nummer-eins-Album und enthält seine einzige Nummer-eins-Single: De temps en temps war gleichzeitig mit dem Album an der Spitze. |
| 25. August 2007 – 14. September 2007 3 Wochen (insgesamt 4) | 4                                                | Mika                                             | Life in Cartoon Motion                           | Mit seinem Debüt-Album steht der Sänger insgesamt 70 Wochen in den Albumcharts. |
| 15. September 2007 – 12. Oktober 2007 4 Wochen | 4                                                | Vanessa Paradis                                  | Divinidylle                                      | Das erste Nummer-eins-Album der französischen Sängerin in Belgien. |
| 13. Oktober 2007 – 9. November 2007 4 Wochen | 4                                                | James Blunt                                      | All the Lost Souls                               | Das dritte Album des Briten ist die zweite Nummer eins im frankophonen Belgien. |
| 10. November 2007 – 23. November 2007 2 Wochen | 2                                                | Eros Ramazzotti                                  | e²                                               | Mit seinem Best-of-Album inklusive einiger Neuinterpretationen erzielte der Italiener seine dritte Nummer eins im frankophonen Belgien. |
| 24. November 2007 – 21. Dezember 2007 4 Wochen | 4                                                | Johnny Hallyday                                  | Le Cœur d’un homme                               | Der französische Musikstar erzielte zum siebten Mal seit 1995 einen Nummer-eins-Erfolg in Belgien. |
| 22. Dezember 2007 – 18. Januar 2008 4 Wochen | 4                                                | Florent Pagny                                    | Pagny chante Brel                                | Zum fünften Mal stand der Franzose auf Platz eins. Wahrscheinlich dank der Neuinterpretationen bekannter Chansons von Jacques Brel war er mit diesem Album in Belgien erfolgreicher als in seiner Heimat.                                                                      |

## Jahreshitparaden
| ← 2006 ← | Liste der Nummer-eins-Hits in Belgien (Wallonie) | Liste der Nummer-eins-Hits in Belgien (Wallonie) | Liste der Nummer-eins-Hits in Belgien (Wallonie) | 2008 →   |
| \| Singles \| Position# \| Alben \| \| ---------------------------------------------------------------------------------------------------------------------------------------------------------------------------------------------------------------------------------------------------------------------------------------------------------------------------------------------------------------- \| --------- \| ------------------------------------------- \| \| Grace Kelly Mika Jodi Marr, Dan Warner, John Holt Merchant III, Michael Holbrook Penniman \| 1 \| 2007: La caravane des Enfoirés Les Enfoirés \| \| Fous ta cagoule Fatal Bazooka Matthieu Sylvain Balanca, Michaël Benayoun, Dominique Vincent Gauriaud, Jurij Prette, Nicolas Laurent Patrice Brisson, William Marc Emmanuel Geslin \| 2 \| Life in Cartoon Motion Mika \| \| Relax, Take It Easy Mika Nicholas Eede, Michael Holbrook Penniman \| 3 \| La voix d’un ange Grégory Lemarchal \| \| Double je Christophe Willem Jean-Pierre Pilot, Oliver Schultheis, Isabelle de Truchis \| 4 \| Totem Zazie \| \| Pas le temps Faf Larage Raphaël Mussard \| 5 \| Inventaire Christophe Willem \| \| Mauvaise foi nocturne (la réponse) Fatal Bazooka feat. Vitoo Musik: Hichem Théo Bonnefoi, Sylvain Couturier, Antony Gouin Tamburro, Charlotte Gonin; Text: Mélanie Marie Ghisla Georgiades, Matthieu Silvain Balanca, Michaël Benayoun, Dominique Vincent Gauriaud, Jurij Prette, Nicolas Laurent Patrice Brisson, William Marc Emmanuel Geslin, Charlotte Gonin \| 6 \| Pomme C Calogero \| \| Marly-Gomont Kamini Kamini Kuyena Zantoko \| 7 \| Mon paradis Christophe Maé \| \| Destination Calabria Alex Gaudino feat. Crystal Waters Rune Reilly Koelsch, Stefano Scarpellini, Alfonso Fortunato Gaudino, Sharon M. Linn \| 8 \| Charango Yannick Noah \| \| De temps en temps Grégory Lemarchal Musik: Davide Esposito; Text: Grégory Lemarchal \| 9 \| Si aujourd’hui Maurane \| \| Umbrella Rihanna feat. Jay-Z Thaddis Laphonia Harrell Jr., Shawn C. Carter, Christopher A. Stewart, Terius Youngdell Nash \| 10 \| L’essentiel 1977 – 2007 Francis Cabrel \| |                                                  |                                                  |                                                  |          |
| ← 2006 |                                                  |                                                  |                                                  | → 2008 → |
| Singles | Position#                                        | Alben                                            |                                                  |          |
| Grace Kelly Mika Jodi Marr, Dan Warner, John Holt Merchant III, Michael Holbrook Penniman | 1                                                | 2007: La caravane des Enfoirés Les Enfoirés      |                                                  |          |
| Fous ta cagoule Fatal Bazooka Matthieu Sylvain Balanca, Michaël Benayoun, Dominique Vincent Gauriaud, Jurij Prette, Nicolas Laurent Patrice Brisson, William Marc Emmanuel Geslin | 2                                                | Life in Cartoon Motion Mika                      |                                                  |          |
| Relax, Take It Easy Mika Nicholas Eede, Michael Holbrook Penniman | 3                                                | La voix d’un ange Grégory Lemarchal              |                                                  |          |
| Double je Christophe Willem Jean-Pierre Pilot, Oliver Schultheis, Isabelle de Truchis | 4                                                | Totem Zazie                                      |                                                  |          |
| Pas le temps Faf Larage Raphaël Mussard | 5                                                | Inventaire Christophe Willem                     |                                                  |          |
| Mauvaise foi nocturne (la réponse) Fatal Bazooka feat. Vitoo Musik: Hichem Théo Bonnefoi, Sylvain Couturier, Antony Gouin Tamburro, Charlotte Gonin; Text: Mélanie Marie Ghisla Georgiades, Matthieu Silvain Balanca, Michaël Benayoun, Dominique Vincent Gauriaud, Jurij Prette, Nicolas Laurent Patrice Brisson, William Marc Emmanuel Geslin, Charlotte Gonin | 6                                                | Pomme C Calogero                                 |                                                  |          |
| Marly-Gomont Kamini Kamini Kuyena Zantoko | 7                                                | Mon paradis Christophe Maé                       |                                                  |          |
| Destination Calabria Alex Gaudino feat. Crystal Waters Rune Reilly Koelsch, Stefano Scarpellini, Alfonso Fortunato Gaudino, Sharon M. Linn | 8                                                | Charango Yannick Noah                            |                                                  |          |
| De temps en temps Grégory Lemarchal Musik: Davide Esposito; Text: Grégory Lemarchal | 9                                                | Si aujourd’hui Maurane                           |                                                  |          |
| Umbrella Rihanna feat. Jay-Z Thaddis Laphonia Harrell Jr., Shawn C. Carter, Christopher A. Stewart, Terius Youngdell Nash | 10                                               | L’essentiel 1977 – 2007 Francis Cabrel           |                                                  |          |